# Іспанська королівська академія історії
Королі́вська акаде́мія істо́рії (ісп. Real Academia de la Historia) — національна академія в Іспанії. Одна з королівських академій, що підпорядковуються державному Інституту Іспанії. Розташована у столиці Мадриді. Проводить дослідження в галузі історії Іспанії та історичних дисциплін. Заснована 18 квітня 1738 року за наказом іспанського короля Філіпа V. Очолюється директором. Перебуває під патронатом чинного короля Іспанії. Складається з 36 академіків та 370 членів-кореспондентів. Має багату бібліотеку та колекцію старожитностей, недоступних для широкої громадськості. Видає «Бюлетень Королівської академії історії» (ісп. Boletin de la Real Academia de la historia; з 1877).

## Члени
- Анхель Сукія-Гойкоечеа (1986—2006)

## Публікації
- Diccionario Biográfico Español. 50 tomos. Madrid: Real Academia de la Historia, 2009—2013. ISBN 9788496849563